# Hogan's Alley
Hogan's Alley (ホーガンズアレイ Hōganzu Arei?) är ett TV-spel från 1984 av Nintendo. Spelet var ett av de första ljuspistolspelen. Det gäller att beskjuta de kort som visar skurkar, och undvika att skjuta de som visar oskyldiga medborgare.

### Fotnoter
1. ↑  ”Engaged Game Software”. Intelligent Systems. Arkiverad från originalet den 10 april 2014. https://web.archive.org/web/20140410192435/http://www.intsys.co.jp/english/software/index.html. Läst 14 september 2009.
2. ↑  ”Hogan's Alley” (på engelska). NES DB. Arkiverad från originalet den 11 mars 2015. https://web.archive.org/web/20150311184840/http://www.nesdb.se/game_more.php?id=667&rid=1. Läst 29 maj 2014.